# Renārs Kaupers
Renārs Kaupers (Jelgava, 1 september 1974) is een Lets zanger en acteur.

## Biografie
In 1989 startte Kaupers zijn muzikale carrière bij de band Brainstorm, die hij samen met zijn klasgenoten Jānis Jubalts, Gundars Mauševics en Kaspars Roga oprichtte in zijn geboortestad Jelgava. Met de band scoorde hij meerdere successen in de jaren negentig. In 1996 studeerde Kaupers af als journalist aan de Universiteit van Letland.
Zijn grote internationale doorbraak kwam in 2000, toen hij samen met zijn band Eirodziesma won, de nationale preselectie die recht gaf op deelname aan het Eurovisiesongfestival 2000 in de Zweedse hoofdstad Stockholm. Het was de eerste keer dat Letland aan het Eurovisiesongfestival meedeed. Brainstorm zorgde voor een succesvol debuut met een derde plaats. Iconisch zijn nog steeds de ietwat bizarre danspasjes en oprechte vrolijkheid van Renārs Kaupers op het podium, hetgeen hem internationale roem opleverde.
Dankzij zijn enorme populariteit werd Kaupers drie jaar later door de Letse openbare omroep gevraagd om het Eurovisiesongfestival 2003 te presenteren, dat in de Letse hoofdstad Riga plaatsvond. Kaupers presenteerde deze show samen met Marie N, de winnares van 2002. Nog eens twee jaar later werd hij door de EBU gevraagd als presentator van Congratulations, de show die het vijftigjarig jubileum van het Eurovisiesongfestival vierde.
Naast zanger en presentator is Kaupers ook acteur. In 2001 won hij een van de Lielais Kristaps, de Letse filmprijzen, voor zijn rol in Vecās pagastmājas mistērija. Hij spreekt vloeiend Lets, Russisch en Engels. In 2005 werd hij in Estland geëerd met de Orde van de Witte Ster. Drie jaar later werd hij in eigen land gedecoreerd met de Orde van de Drie Sterren.
Kaupers is getrouwd met Agnese en is vader van drie zonen: tweeling Edgars en Emīls, en Ārons.
- Gemeinsame Normdatei: 1098433106
- International Standard Name Identifier: 0000 0000 5792 5902
- Nationale Bibliotheek van Letland: 000036092
- MusicBrainz: fbdcd17a-4ed4-4c96-9120-e543133d3e62
- Nationale Bibliotheek van Tsjechië: js20060908028
- Virtual International Authority File: 84253762
- WorldCat: E39PBJbWxjTV4MT9K49JYHcF8C